# Tensão (mecânica)

Figura 1.1 Tensão em um corpo assumido como corpo contínuo.

Figura 1.2 Tensão normal em uma barra primática carregada axialmente

Figura 1.3 Tensão normal numa barra prismática. A tensão, ou a distribuição de forças, na seção transversal não é necessariamente uniforme. No entanto, uma tensão normal média pode ser usada

Figura 1.4 Tensão de cisalhamento em uma barra prismática. A tensão, ou distribuição de forças, na seção transversal não precisa ser uniforme. No entanto, uma tensão de cisalhamento média é uma aproximação razoável

Em física e engenharia, se denomina tensão mecânica ao valor da distribuição de esforços resistentes a cargas solicitantes por unidade de área dentro de um corpo material ou meio contínuo que age de modo a impedir ou imprimir a movimentação e limitar a deformação que é o fenômeno pelo qual se propaga.
Na mecânica dos meios contínuos, tensão é uma medida da intensidade das forças internas agindo entre as partículas de uma seção transversal imaginária de um corpo de material deformável. Essas forças internas são forças de reação contra as forças externas aplicadas no corpo. Forças externas são ou forças de superfície ou forças de campo. Como o corpo deformável carregado é admitido como contínuo, as forças internas são distribuídas continuamente por dentro do volume do corpo material, ou seja, a distribuição de tensões é expressa com uma função contínua de coordenadas espaciais e temporais.
A unidade em SI para tensão é o pascal (símbolo Pa), que é uma medida de força por unidade de área. A unidade da tensão é a mesma que a da pressão. Grandezas de engenharia são normalmente medidas em megapascals (MPa) ou gigapascals (GPa). Em unidades inglesas, tensão é expressa em libras-força por polegadas quadradas (psi) ou Quilolibras-força por polegadas quadradas (ksi).
Um caso particular é o de tensão uniaxial, que se define em uma situação em que se aplica força F uniformemente distribuída sobre uma área A. Nesse caso a tensão mecânica uniaxial se representa por um escalar designado com a letra grega σ (sigma) e é dada por:
{\displaystyle \sigma ={\frac {F}{A}}}
Sendo as unidades [Pa] (pascal = [N/m²]), [MPa] = 106 [Pa] ou [MPa] = [N/mm²].
A situação anterior pode estender-se a situações mais complicadas com forças não distribuídas uniformemente no interior de um corpo de geometria mais ou menos complexa. Nesse caso a tensão mecânica não pode ser representada por um escalar.
Considera-se um corpo submetido a tensão e se imagina um corte mediante um plano imaginário π que o divida em dois, sobre cada ponto do plano de corte se pode definir um vetor tensão tπ que depende do estado tensional interno do corpo, das coordenadas do ponto escolhido e do vetor unitário normal nπ ao plano π. Nesse caso se pode provar que tπ e nπ estão relacionados por uma aplicação linear T ou campo tensorial chamado tensor tensão:
{\displaystyle {t_{\pi }}=T(n_{\pi })\,}
É análoga ao fenômeno elementar Pressão que ocorre nos fluidos, utilizando inclusive a mesma unidade, considerando não apenas forças perpendiculares ao plano ou seção considerada mas também forças oblíquas e tangenciais a esse plano ou seção, que o sólido é capaz de suportar.

## Classificação
As tensões classificam-se como de tração, de compressão (tensões normais) ou de cisalhamento (tensão tangencial ou de corte).
O esforço de flexão ou Momento Fletor é um caso particular de tração e compressão agindo juntos na mesma seção, causando deformações predominantes nas faces opostas do corpo ou estrutura e menores deformações e consequentes tensões na parte central, se anulando no seu eixo de inércia. A unidade de medida é a força multiplicada pela distância de aplicação.
O conjunto de pontos de tensão nula no interior do copo flexionado é denominado Linha neutra.
No esforço de torção predomina a tensão de cisalhamento angular, e como na flexão, causa maiores deformações e consequentes tensões nas faces ou bordas externas da peça, corpo ou estrutura, se reduzindo na parte central onde as deformações são menores, se anulando na linha neutra localizada no eixo de inércia onde não há deformação.

## Mecanismo
Todo corpo solicitado por uma força ou pela resultante de um conjunto de forças quaisquer se deforma gerando tensão(ões) internas.
As tensões operam em dois regimes distintos: No regime Elástico ou no regime Plástico.
Tensões menores que determinado limite característico de cada material denominado de limite de elasticidade do material, operam no regime elástico, provocando deformações elásticas em que o corpo volta às dimensões originais quando cessada a força. O intervalo de tensões no regime elástico pode ser maior ou menor, sendo uma característica de resistência do material denominada elasticidade. Tensões neste regime trabalham na faixa de proporcionalidade onde as deformações são proporcionais às tensões.
Tensões maiores que a do limite de elasticidade levam ao regime plástico onde causam deformações permanentes quando cessada a solicitação. Neste regime há grande deformação com  tensão constante ou com pouca variação. O intervalo de tensões no regime plástico pode ser maior ou menor, sendo uma das características de resistência do material denominada ductilidade.
Tensão extrema, maior que determinado valor característico de cada material, denominado limite de ruptura, causará o colapso ou ruptura do corpo, peça ou estrutura que se caracteriza pela desagregação das partes que o compõe.
Em engenharia a tensão nos metais estruturais como o aço carbono e alumínio atuantes no regime plástico são chamadas tensões de escoamento por levar a um estado onde as moléculas se reorganizam, absorvendo e re-distribuindo esforços. Esta tensão varia pouco em um intervalo relativamente longo de deformação permanente.
Estruturas de concreto armado bem dimensionadas são projetadas para trabalhar neste regime ao serem submetidas a solicitações críticas. É consenso que se devem deformar exageradamente por escoamento do aço (estrutura sub-armada) revelando a sobrecarga antes do colapso final e desabamento inadvertido por fragmentação e esmigalhamento do concreto (estrutura super-armada).
Condições de temperatura alteram a estrutura cristalina da matéria influenciando a deformabilidade ou capacidade de suportar tensões.

## Cálculo das tensões
Em seções ou planos específicos do material ou quando a tensão não variar com as seções consideradas é estudada através de gráfico denominado  diagrama tensão deformação onde as tensões são anotadas nas ordenadas e as deformações nas abcissas.
A inclinação da reta resultante no regime elástico configura o Módulo de Elasticidade  do material, que então nada mais é do que a deformação sofrida por unidade de força suportada e absorvida.
O Módulo de Elasticidade, representado pela letra E é então a rigidez do material, outra de suas medidas de resistência.
Em seções paralelas diversas o estudo é feito através de diagramas de Momento Fletor M, diagrama de força cortante representado pela letra grega tau τ e diagrama de força normal representado pela letra grega sigma σ, onde o eixo horizontal representa as seções analisadas e o vertical as forças atuantes que são iguais às tensões resistentes conforme a terceira lei de Newton, também chamada de lei da ação e reação.
O princípio básico é que ao se cortar uma estrutura em qualquer lugar, e removendo-se uma das partes, substituindo esta pelos esforços que exerce sobre a outra, se as forças solicitantes (cargas e peso próprio) e os esforços resistentes (tensões) no plano qualquer da estrutura não fossem iguais, o corpo estaria em movimento.
Estes gráficos denotam principalmente as tensões máximas e respectivas seções solicitadas que são dados essenciais para cálculo e dimensionamento da estrutura.
Em estudos mais avançados utiliza-se o Círculo de Mohr para o cálculo das tensões atuantes em cada plano interno de qualquer inclinação denominado seção.
Os materiais em geral suportam muito bem a tensão de compressão, menos à tensão de cisalhamento e são de pouca resistência à tensão de tração.
Para uma ideia da enorme diferença de resistência nota-se que a matéria do núcleo dos planetas suporta o peso do astro inteiro absorvendo apenas tensões de compressão.
A tensão de compressão originada por força atuando ao longo de um só eixo causa deformações diferenciais que geram outros esforços internos causando o rompimento por tensões de tração e/ou cisalhamento.

## Unidades de tensão
A unidade de tensão é força por unidade de área. No Sistema Internacional de Unidades é o pascal, também unidade de pressão.
1 Pa = 1 N/m2 (newton por metro quadrado)
1 Pa = 0,1 kgf/m2 (0,10197 kilograma-força por metro quadrado)
No estudo da resistência dos materiais as unidades usuais são o MPa ( Megapascal ) e o Kgf/cm2 (Quilograma-força por centímetro quadrado).